# Gasabagi (vattendrag)
Gasabagi är ett vattendrag i Burundi.   Det ligger i provinsen Karuzi, i den centrala delen av landet, 80 kilometer nordost om huvudstaden Bujumbura.
Omgivningarna runt Gasabagi är en mosaik av jordbruksmark och naturlig växtlighet. Runt Gasabagi är det tätbefolkat, med 343 invånare per kvadratkilometer.